# 陳靜儀 (編劇)
陳靜儀，是香港資深編劇，1979年至1986年在香港麗的電視及後來的亞洲電視任職編劇。1984年開始擔任劇集編審，1986年加入香港無線電視。其編審的劇集包括《巾幗梟雄》、《法證先鋒》系列、《巾幗梟雄之義海豪情》等。
陳靜儀於1979年加入麗的電視時，是香港著名劇作家梁立人先生的高徒。 2013年完成《寒山潛龍》的劇本創作後離開無綫電視並退休。

## 編劇/編審

### 編審作品（亞洲電視）
- 1984年：《王昭君》
- 1985年：《天涯明月刀》
- 1985年：《三世人》
- 1986年：《滿堂紅》
- 1986年：《西施》

### 編審作品（無線電視）
- 1987年：《快活良緣》
- 1987年：《季節》
- 1987年：《大班密令》
- 1990年：《劍魔獨孤求敗》
- 1992年：《武林幸運星》
- 1998年：《鹿鼎記》
- 1999年：《金玉滿堂》《洗冤錄》
- 2000年：《楊貴妃》
- 2001年：《美麗人生》
- 2002年：《九五至尊》
- 2002年：《洛神》
- 2003年：《洗冤錄Ⅱ》《鳳舞香羅》
- 2004年：《皆大歡喜》
- 2005年：《水滸無間道》《肝膽崑崙》
- 2006年：《飛短留長父子兵》《法證先鋒》
- 2007年：《迎妻接福》
- 2008年：《搜神傳》《法證先鋒2》
- 2009年：《巾幗梟雄》
- 2010年：《戀愛星求人》《鐵馬尋橋》《巾幗梟雄之義海豪情》
- 2011年：《我的如意狼君》
- 2012年：《天梯》
- 2013年：《幸福摩天輪》《初五啟市錄》
- 2014年：《單戀雙城》《寒山潛龍》